# Alexandru Ioniță
Alexandru Ioniță (n. 5 august 1989, București, România) este un fotbalist român retras din activitate, care a jucat pe post de atacant la echipe ca Rapid, Köln și Rapid II. Pe plan internațional, are prezențe la națională pentru România Sub-21.